# BBC Polonia
BBC Polonia ist der ehemalige Name eines Frachtschiffs, dessen Besatzung 2010 vor der nigerianischen Küste entführt wurde.

## Geschichte
Das Schiff wurde 2010 als dritte Einheit einer Serie auf der zur Remantova-Gruppe gehörenden polnischen Werft Northern Shipyard (Stocznia Północna) in Gdańsk gebaut. Eigner ist eine zur Briese Schiffahrtsgesellschaft in Leer gehörende Einschiffsgesellschaft. Das unter der Flagge von Antigua und Barbuda fahrende Schiff wird von Briese Schiffahrt bereedert. Es fuhr in Charter der ebenfalls in Leer ansässigen BBC Chartering & Logistic. Seit 2020 fährt das Schiff als BREB Star für die in Bremen ansässige Reederei BREB.

### Piratenüberfall vor Nigeria
Am 2. Juli 2010 um 20.00 Uhr überfielen Piraten den Schwergutfrachter auf dem Weg von Las Palmas auf Gran Canaria nach Onne im Nigerdelta und entführten die zwölf Besatzungsmitglieder, unter ihnen zwei Deutsche. Die anderen Geiseln kamen aus Russland, Litauen, Lettland und der Ukraine. Ein ukrainischer Seemann wurde angeschossen. Er wurde in einem Krankenhaus in Bonny etwa 20 km südöstlich der Öl-Metropole Port Harcourt behandelt. Die nigerianische Marine stellte das verlassene Schiff sicher und verbrachte es in den Hafen von Bonny. Eine Sprecherin des Auswärtigen Amtes sagte am 3. Juli 2010 in Berlin, die deutschen Vertretungen in Nigeria stünden mit den lokalen Behörden in Kontakt. Nach den Angreifern und den Verschleppten werde gesucht. Die entführten Seeleute kamen am 4. Juli wieder frei. Die nigerianische Marine teilte mit, die Besatzung sei von den Entführern freigelassen worden. Ob Lösegeld gezahlt wurde, ist nicht bekannt.

## Technik
Bei der BBC Polonia handelt es sich um ein für den Transport von Schwergut verstärktes Schiff mit Zwischendeck. Das Schiff ist mit zwei NMF-Kranen mit einer Kapazität von je 120 Tonnen ausgerüstet. Beide Kräne können kombiniert werden und zusammen bis zu 240 Tonnen heben.
Das Schiff verfügt über zwei Laderäume und -luken. Der hintere Laderaum kann durch zwei verstellbare Schotten weiter unterteilt werden. Die Containerkapazität des Schiffes beträgt insgesamt 332 20-Fuß-Container (davon 180 an Deck und 152 im Raum) oder 143 40-Fuß-Container (davon 75 an Deck und 68 im Raum) und 42 20-Fuß-Container (davon 30 an Deck und 12 im Raum). Bei einer homogenen Beladung mit 14 Tonnen schweren Containern passen 330 an Bord. An Deck sind Anschlüsse für 32 Kühlcontainer vorhanden.
Für die Fahrt in eisbedeckten Gewässern ist das Schiff eisverstärkt (Eisklasse E3).